# 東大屋駅
東大屋駅（ひがしおおやえき）は、長崎県南島原市口之津町東大屋にあった島原鉄道島原鉄道線の駅（廃駅）である。

## 歴史
- 1928年（昭和3年）2月25日：口之津鉄道の駅として開設。
- 1943年（昭和18年）7月1日：会社合併に伴い、島原鉄道の駅となる。
- 1962年（昭和37年）3月1日：業務委託駅化[1]。
- 1971年（昭和46年）9月1日：貨物取扱廃止。無人駅化。
- 1986年（昭和61年）4月：新待合室竣工。
- 2008年（平成20年）4月1日：島原外港 - 加津佐間廃線に伴い、廃駅となる。

## 駅構造

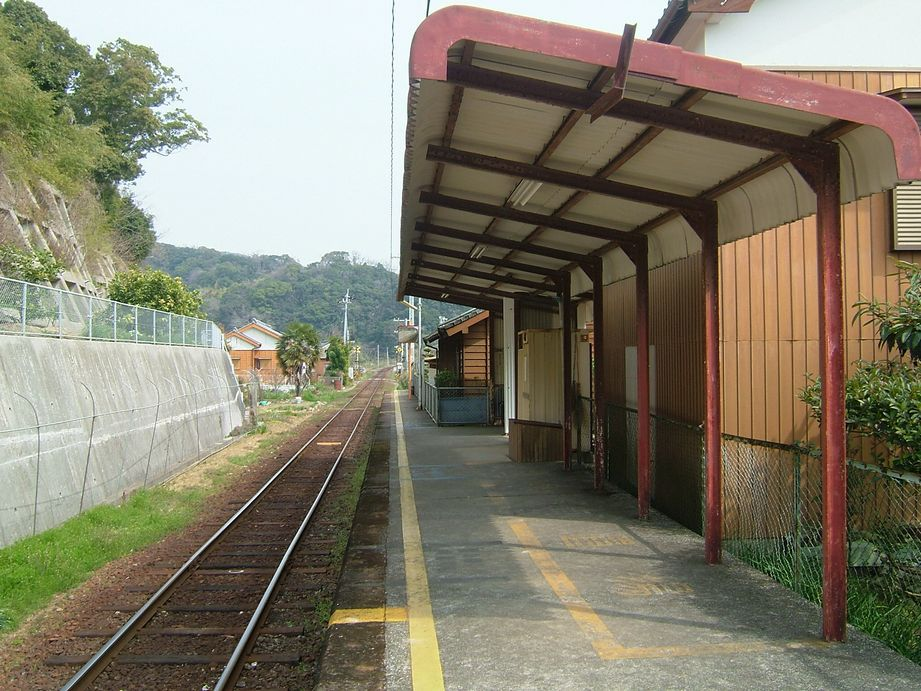
ホーム（2008年3月）

単式ホーム1面1線を有する地上駅であった。無人駅。

## 利用状況
営業最終年度である2007年度の年間乗車人員は3,897人、降車人員は3,602人であった。このうち乗車人員は線内で瀬野深江駅に次いで2番目に少なく、降車人員は最少であった。
| 年度               | 年間 乗車人員 | 年間 降車人員 |
| ------------------ | ------------- | ------------- |
| 1997年（平成09年） | 14,391        | 15,512        |
| 1998年（平成10年） | 14,329        | 15,111        |
| 1999年（平成11年） | 11,299        | 12,076        |
| 2000年（平成12年） | 9,024         | 8,862         |
| 2001年（平成13年） | 6,993         | 6,405         |
| 2002年（平成14年） | 6,603         | 5,772         |
| 2003年（平成15年） | 6,028         | 5,035         |
| 2004年（平成16年） | 3,742         | 2,941         |
| 2005年（平成17年） | 2,957         | 2,030         |
| 2006年（平成18年） | 3,840         | 3,155         |
| 2007年（平成19年） | 3,897         | 3,602         |

## 駅周辺
住宅が少しある。近くに寺・保育園がある。
- 口之津大屋郵便局
- 国道251号

## 隣の駅
島原鉄道
島原鉄道線
有馬吉川駅 - 東大屋駅 - 口之津駅